# Canon de 5 pouces/38 calibres
Le canon de 5 pouces/38 calibres est un canon naval à double usage (anti-navire et antiaérien) de calibre 127 mm construit dans les années 1930 pour l'United States Navy. Considéré par beaucoup comme l'un des meilleurs canons de la Seconde Guerre mondiale dans sa catégorie, il équipe la plupart des navires de la Marine américaine jusque dans les années 1960.

## Conception
En 1932, la conception d'un nouveau canon de 5 pouces (127 mm) est nécessaire pour équiper les destroyers de la Marine américaine ; c'est alors que naît le canon de 5 pouces/38 calibres. La longueur du canon (38 calibres) est choisie afin de permettre un double usage : anti-navires et antiaérien. Il est ainsi destiné à succéder au canon de surface de 5 pouces/51 calibres et au canon antiaérien de 5 pouces/25 calibres. Le premier prototype Mark A/O est d'ailleurs un canon de 5 pouces/51 calibres Mark 9 raccourci à la longueur adéquate, équipé d'une chambre modifiée et d'un canon plaqué au chrome. Désigné Mark 12, le canon de 5 pouces/38 calibres est construit en trois versions majeures.
Le Mark 12/0 dispose d'un canon monobloc autofretté relié à l'affût par une fixation en baïonnette, ce qui permet un changement facile. Il possède une culasse à ouverture verticale semi-automatique et un plaquage au chrome d'une épaisseur de 0,013 millimètre et d'une profondeur de 4 178 millimètres depuis la bouche du canon. Le Mark 12/1 quant à lui a des tenons de fixation plus grands, une chambre légèrement modifiée et un chromage d'une longueur différente (4 121,2 millimètres depuis la bouche du canon). Enfin le Mark 12/2 est similaire au Mark 12/0 dans sa structure, mais l'alliage le constituant est plus résistant et il n'est pas autofretté.

## Utilisation
Les premiers navires à bénéficier de ce canon sont les destroyers de la classe Farragut en 1934. Dès 1936, des modifications sont apportées dans la gestion du chargement des munitions, augmentant significativement sa cadence de tir. Cette version améliorée, installée sur les destroyers de classe Gridley, lance le succès du canon de 5 pouces/38 calibres. En 1945, des rapports du Bureau of Ordnance font état d'une satisfaction généralisée à l'égard de ce canon : fiable, robuste et précis, il est considéré comme l'un des meilleurs canons de la Seconde Guerre mondiale dans sa catégorie,. Couplé au système de conduite de tir Mark 37, il est ainsi monté sur la plupart des navires de guerre de la Marine américaine entre 1939 et 1946.
La Royal Navy commence à utiliser le canon de 5 pouces/38 calibres à partir de 1941 - 1942 lors du réarmement du HMS Delhi. Ce sont ensuite les porte-avions d'escorte de la classe Ruler construits par les Américains pour les Britanniques dans le cadre du programme Lend-Lease qui en sont équipés. Un projet de réarmer les cuirassés de classe Nelson avec ces canons est lancé mais ne se concrétise pas
Dans les années 1940, au moins douze de ces canons sont vendus à la Marine brésilienne pour armer les destroyers de classe Marcílio Dias (en), puis 24 après la guerre destinés à équiper ceux de la classe Acre (en).